# Sendas (supermercado)
Sendas foi uma rede de supermercados do Brasil, com origens nos anos 20, no estado do Rio de Janeiro, ganhando força a partir de 1960. Em 2003, passou a fazer parte do Grupo Pão de Açúcar.

## História
Um pequeno armazém em São João de Meriti, na Baixada Fluminense, foi o pontapé inicial para a criação de uma das maiores redes de supermercados do País. Era o Armazém Trasmontano, fundado pelo comendador português Manuel António Sendas no início dos anos 20. Após sua morte, em 1951, seu filho Arthur Sendas, com 16 anos à época, assumia a administração do negócio e abriu uma filial já com a bandeira Casas Sendas. Essa primeira filial foi inaugurada em 16 de fevereiro de 1960 no bairro de São Mateus, localizado em São João de Meriti, RJ.
Em 1969, a rede abriu em Jacarepaguá a primeira loja com conceito de autosserviço do Rio de Janeiro. A partir da década de 1970, deu início ao processo de expansão da marca, através da inauguração de cerca de duas lojas a cada ano.

### Compra pelo Grupo Pão de Açúcar

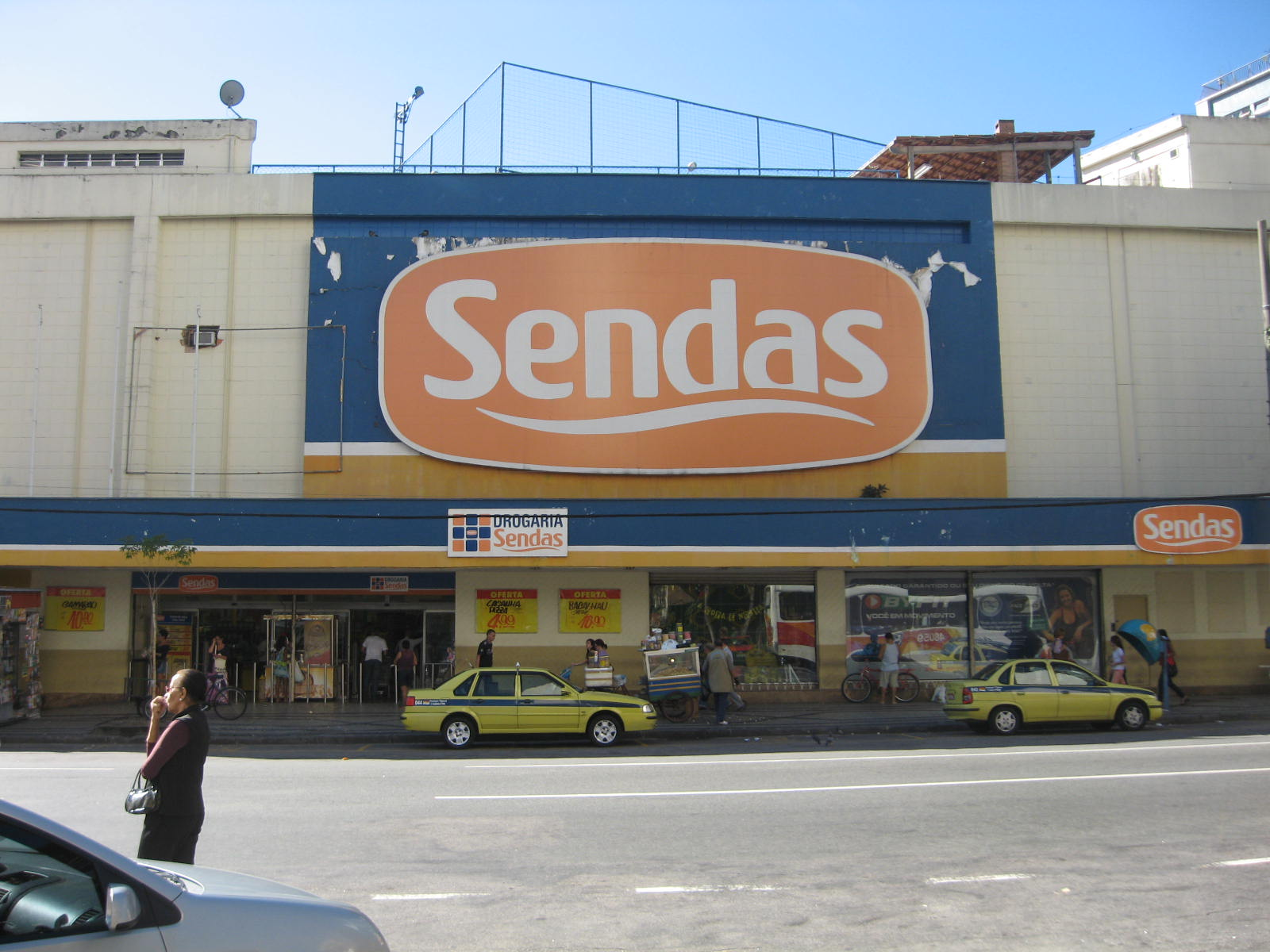
Supermercado Sendas localizado no bairro da Tijuca, no Rio de Janeiro, unidade foi substituída pela rede Extra

Em dezembro de 2003, o Grupo Pão de Açúcar anunciou a compra de quase metade do capital da Sendas, criando a Sendas Distribuidora. O nascimento da empresa foi oficializado em 6 de fevereiro de 2004, com o então dono da Sendas como presidente do Conselho de Administração, mas a gestão do negócio desde então ficou a cargo do Grupo Pão de Açúcar.
Quando a Sendas Distribuidora foi oficializada, em 2004, já nascia como a quarta maior rede de supermercados do país, contendo 106 lojas e 16 mil funcionários.[carece de fontes?] A subsidiária chegou a ter 100 estabelecimentos na cidade do Rio de Janeiro, sendo 62 da bandeira Sendas, 12 ABC Compre Bem, 17 Extra e nove Pão de Açúcar. Seu faturamento no primeiro semestre alcançou R$ 1,6 bilhão. Pelo acordo de criação da Sendas Distribuidora, o Pão de Açúcar comprou 50% do capital da Sendas, o qual ficou com iguais 50%.
Em 2008, possuía 80 lojas, 119.987 m² de área de vendas, 1.006 check-outs e 6.055 funcionários. [carece de fontes?]

### Assassinato do fundador e extinção da rede

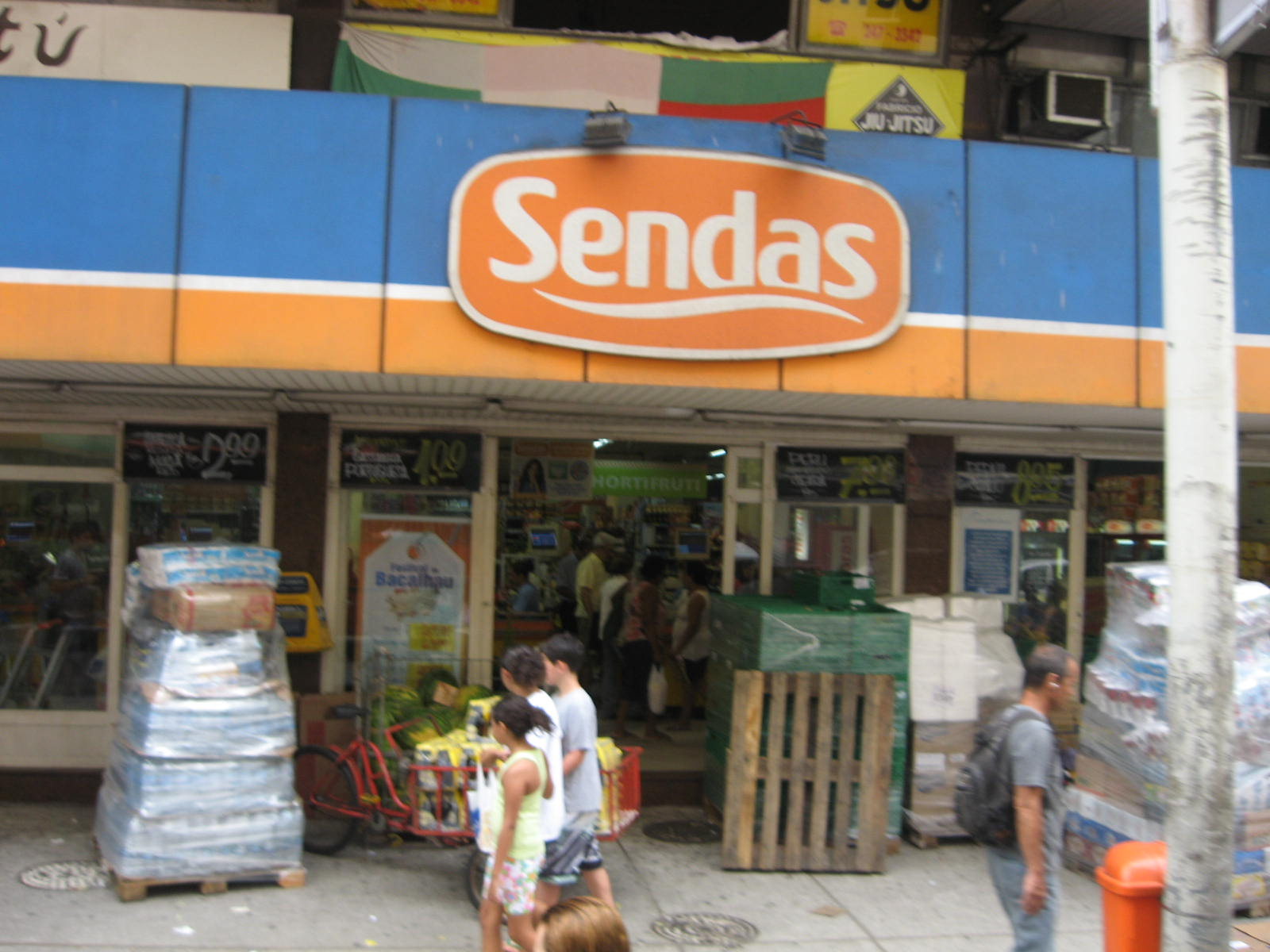
Filial em Copacabana

Na madrugada de 20 de outubro de 2008 o empresário Arthur Sendas, fundador da rede, foi assassinado dentro do próprio apartamento no Leblon, com um tiro na cabeça. Seu filho, Arthur Sendas Filho assumiu a administração da empresa.
Em 13 de maio de 2010 o jornal O Globo anunciou a decisão do Grupo Pão de Açúcar de extinguir a marca até o fim de 2011 – além dela, seriam extintas as marcas CompreBem e ABC CompreBem. A maioria das lojas da rede seriam transformadas na versão supermercado do Extra, enquanto lojas localizadas em bairros de classe A e B seriam convertidas para a bandeira Pão de Açúcar e lojas com dimensões maiores nas versões de hipermercado do Extra.